# Stark Township (Missouri)
Stark Township est un ancien township du comté de Hickory dans le Missouri, aux États-Unis,.
Le township est fondé en 1845 et baptisé en référence à la rivière Starks Creek (en).

## Source de la traduction
- (en) Cet article est partiellement ou en totalité issu de l’article de Wikipédia en anglais intitulé « Stark Township, Hickory County, Missouri » (voir la liste des auteurs).